# Лайтош, Сандра
Сандра Лайтош (венг. Szandra Lajtos; род. 22 июля 1986) — венгерская шорт-трекистка, пятикратная призёр чемпионата Европы по шорт-треку. Участница зимних Олимпийских игр 2002, 2014 годов.

## Спортивная карьера
Сандра Лайтош родилась в Сегеде и начала заниматься конькобежным спортом в 1997 году в качестве члена Сегедской ассоциации конькобежцев, последовав за своей сестрой, которая начала кататься на коньках раньше неё. Во взрослой возрастной группе она впервые завоевала медаль на чемпионате страны в 2000 году. С этого же года стала членом сборной Венгрии, а в 2001 году стала чемпионом Венгрии. 
В январе 2002 года она заняла 35-е место в общем зачёте на юниорском чемпионате мира в Чхунчхоне. В 15 лет Сандра стартовала на зимних Олимпийских играх в Солт-Лейк-Сити на дистанциях 500 и 1000 метров и заняла 28-е и 19-е места соответственно. Она была самым молодым конькобежцем на этой Олимпиаде. В марте на чемпионате мира в Монреале заняла 31-е место в личном зачёте многоборья.
Через год на чемпионате мира среди юниоров в Будапеште она участвовала только в женской эстафете и заняла 5-е место. Она была участником эстафеты на чемпионате Европы 2004 года, в которой стала вместе с командой на 7-м месте. Выбыла во втором раунде на чемпионате мира в Гётеборге на 500 метров и в первом раунде на 1000 и 1500 метров, а также заняла 4-е место на командном чемпионате мира в Санкт-Петербурге.
В 2005 году Лайтош финишировала на 7-м месте в эстафете на чемпионате Европы в Турине. В январе 2006 года она завоевала бронзовую медаль в эстафете на чемпионате мира среди юниоров в Меркуре-Чук, и через две недели в Польше на чемпионате Европы в Крынице-Здруй выиграла бронзу в эстафете с результатом 4:30.274 сек, уступив более высокие позиции соперницам из Франции (4:28.388) и Италии (4:27.436).
В 2007 году на чемпионате Европы в Шеффилде Сандра с эстафетой пробилась в финал, где команда заняла 4-е место. В феврале стартовала на зимней Универсиаде в Турине на дистанции 500 метров, но выбыла на втором круге. В феврале на чемпионате Венгрии выиграла бронзу в общем зачёте многоборья. Она заняла 6-е место на командном чемпионате мира в Будапеште. В январе 2008 года она получила серьёзную травму лодыжки, которая потребовала шести месяцев реабилитации.
В феврале 2010 года на зимних Олимпийских играх в Ванкувере она была членом сборной Венгрии в качестве резерва в женской эстафете. Также заняла 5-е место на командном чемпионате мира в Бормио. На очередном чемпионате Европы в Херенвене Лайтош выиграла в эстафете серебряную медаль и в общем зачёте заняла 18-е место. На чемпионате Венгрии в январе 2011 года Сандра заняла 2-е место в абсолютном зачёте.
В марте 2011 года на чемпионате мира в Шеффилде она заняла лучшее 15-е место на дистанции 500 м, на 1000 и 1500 м заняла 21-е и 20-е место соответственно. В декабре вновь выиграла бронзу на чемпионате Венгрии. На чемпионате Европы в Млада-Болеславе 2012 года Лайтош помогла команде подняться на 3-е место в эстафете, а в многоборье заняла 14-е место. 
Через год на чемпионате Европы в Мальмё с партнёршами по команде заняла в эстафете 4-е место. Следом на чемпионате мира в Будапеште стала 8-й в эстафете. В декабре на зимней Универсиаде в Тренто завоевала бронзовую медаль в составе эстафетной команды. В следующем году она финишировала 14-й в общем зачёте на чемпионате Европы в Дрездене и 3-й в эстафете.
Сандра Лайтош в 2014 году участвовала в эстафете на зимних Олимпийских играх в Сочи, где в финале "В" заняла с командой 3-е место и 6-е в итоге. Её последняя медаль на международном уровне была завоёвана в январе 2015 года на чемпионате Европы в Дордрехте. Там она выиграла очередную бронзовую медаль в эстафете. Сандра завершила карьеру спортсменки в мае 2016 года

## Личная жизнь
Сандра Лайтош увлекается чтением, музыкой, кино, прогулками. Окончила университет Сегеда в области укрепления здоровья. С 2016 года работает тренером в Ассоциации конькобежцев Сегеда.